# عبور وسائل نقلیه با وزن بیش از ۵٫۵ تن ممنوع
  عبور وسائل نقلیه با وزن بیش از ۵٫۵ تن ممنوع جزء نشان‌های بازدارنده یا انتظامی راهنمایی و رانندگی است. این نشان در ایران نیز رایج است.